# Štakorovec
 Štakorovec  falu Horvátországban Zágráb megyében. Közigazgatásilag Brckovljanihoz tartozik.

## Fekvése
Zágrábtól 25 km-re keletre, községközpontjától 3 km-re északra, a megye keleti részén fekszik.

## Története
A települést 1598-ban nemesi birtokként említik először mint Bobinac Gáspár birtokát. Ebben az időben a jobbágyokon kívül egy szabad is élt a faluban. Az 1600-as adóösszeírás Bobinacnak egy adózó portája volt itt. A 17. században a Zrínyiek voltak a birtokosai, akik a štakoroveci birtokot katonai szolgálat fejében a szabad Verebély Istvánnak adták. Zrínyi Péter kivégzése után a birtok a kincstáré lett. A 18. és 19. században kisebb nemesi családok, a Prakashok és a Busicsok voltak itt birtokosok, később a birtok az Erdődy családé lett. 1914-ben a család itteni birtokát eladta és Pozsonyba költözött.
A falunak 1857-ben 119, 1910-ben 264 lakosa volt. Trianonig Zágráb vármegye Dugoseloi járásához tartozott. 1993-ban az újjáalakított brckovljani község része lett. 2001-ben 281 lakosa volt.

## Lakosság
| Lakosság változása | Lakosság változása | Lakosság változása | Lakosság változása | Lakosság változása | Lakosság változása | Lakosság változása | Lakosság változása | Lakosság változása | Lakosság változása | Lakosság változása | Lakosság változása | Lakosság változása | Lakosság változása | Lakosság változása |
| ------------------ | ------------------ | ------------------ | ------------------ | ------------------ | ------------------ | ------------------ | ------------------ | ------------------ | ------------------ | ------------------ | ------------------ | ------------------ | ------------------ | ------------------ |
| 1857               | 1869               | 1880               | 1890               | 1900               | 1910               | 1921               | 1931               | 1948               | 1953               | 1961               | 1971               | 1981               | 1991               | 2001               |
| 119                | 142                | 157                | 214                | 214                | 264                | 242                | 273                | 252                | 261                | 278                | 276                | 255                | 253                | 281                |

## Külső hivatkozások
- Brckovljani község hivatalos oldala